# Archidiecezja Monreale
Archidiecezja Monreale (wł. Arcidiocesi di Monreale, łac. Archidioecesis Montis Regalis) – archidiecezja Kościoła łacińskiego w metropolii Palermo na Sycylii we Włoszech. Została erygowana w 1176 jako diecezja, zaś już 5 lutego 1183 została podniesiona do rangi archidiecezji. 26 października 1937 otrzymała obecne granice. 2 grudnia 2000 papież Jan Paweł II pozbawił ją statusu metropolitalnego, włączył ją do metropolii Palermo i pozostawił jej status archidiecezji jedynie na zasadach tytularnych.

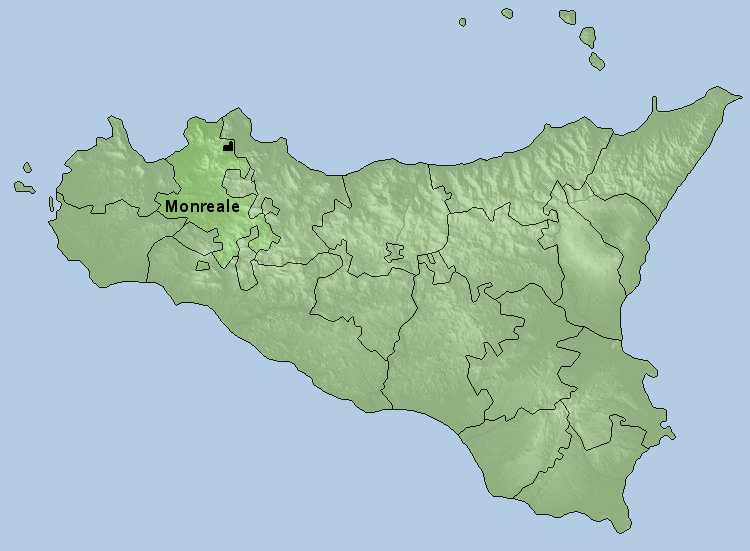
Archidiecezja na mapie administracyjnej Kościoła na Sycylii